# Vicegovernatore del Vermont
Il Vicegovernatore del Vermont (ufficialmente: Lieutenant Governor of Vermont) è la seconda carica esecutiva del governo dello Stato del Vermont dopo il governatore. È considerata la carica più potente del governo dello poiché controlla il lavoro del Senato del Vermont in qualità di Presidente.
L'attuale vicegovernatore del Vermont è Molly Gray, in carica dal 7 gennaio 2021.

## Storia

### Elezione
Il vicegovernatore è eletto separatamente dal governatore, anziché all'unisono, sebbene nella stessa elezione; è quindi possibile che il governatore e il vicegovernatore provengano da partiti politici diversi.

### Funzioni
Esercita i poteri del governatore, sostituendolo, in caso di morte, dimissioni, rimozione dall'ufficio o assenza dallo stato.
È membro d'ufficio di diversi organi statutari. Questi includono il consiglio legislativo per il bilancio, il collegio sindacale legislativo, il comitato per il controllo legislativo, il consiglio legislativo, che hanno un'influenza considerevole sui programmi statali, sul bilancio e sulla politica.

#### Presidente del Senato del Vermont
Secondo le disposizioni della Costituzione del Vermont, il vicegovernatore è presidente del Senato del Vermont.
In caso di posto vacante del vicegovernatore, non esiste una regola per nominare un suo sostituto e il posto resta vacante fino a nuove elezioni.

## Elenco dei vicegovernatori
Partiti:
  Democratico (7)
  Democratico-Repubblicano (5)
  Federalista (1)
  Repubblicano (58)
  Whig/National Republican/Anti-Masonic (10)
  Progressista (1)
| #  | Nome                 | Partito                  | Mandato   | Governatore/i sotto cui ha servito                                                   |
| -- | -------------------- | ------------------------ | --------- | ------------------------------------------------------------------------------------ |
| 1  | Peter Olcott         | —                        | 1791–1794 | Thomas Chittenden                                                                    |
| 2  | Jonathan Hunt        | —                        | 1794–1796 | Thomas Chittenden                                                                    |
| 3  | Paul Brigham         | Democratico-Repubblicano | 1796–1813 | Thomas Chittenden se stesso Isaac Tichenor Israel Smith Isaac Tichenor Jonas Galusha |
| 4  | William Chamberlain  | Federalista              | 1813–1815 | Martin Chittenden                                                                    |
| 5  | Paul Brigham         | Democratico-Repubblicano | 1815–1820 | Jonas Galusha                                                                        |
| 6  | William Cahoon       | Democratico-Repubblicano | 1820–1822 | Richard Skinner                                                                      |
| 7  | Aaron Leland         | Democratico-Repubblicano | 1822–1827 | Richard Skinner Cornelius P. Van Ness Ezra Butler                                    |
| 8  | Henry Olin           | Democratico-Repubblicano | 1827–1830 | Ezra Butler                                                                          |
| 9  | Mark Richards        | National Republican      | 1830–1831 | Samuel C. Crafts                                                                     |
| 10 | Lebbeus Egerton      | Anti-Masonic             | 1831–1835 | William A. Palmer                                                                    |
| 11 | Silas H. Jennison    | Whig/Anti-Masonic        | 1835–1836 | Silas H. Jennison                                                                    |
| 12 | David M. Camp        | Whig                     | 1836–1841 | Silas H. Jennison                                                                    |
| 13 | Waitstill R. Ranney  | Whig                     | 1841–1843 | Charles Paine                                                                        |
| 14 | Horace Eaton         | Whig                     | 1843–1846 | John Mattocks William Slade                                                          |
| 15 | Leonard Sargeant     | Whig                     | 1846–1848 | Horace Eaton                                                                         |
| 16 | Robert Pierpoint     | Whig                     | 1848–1850 | Carlos Coolidge                                                                      |
| 17 | Julius Converse      | Whig                     | 1850–1852 | Charles K. Williams                                                                  |
| 18 | William C. Kittredge | Whig                     | 1852–1853 | Erastus Fairbanks                                                                    |
| 19 | Jefferson P. Kidder  | Democratico              | 1853–1854 | John S. Robinson                                                                     |
| 20 | Ryland Fletcher      | Repubblicano             | 1854–1856 | Stephen Royce                                                                        |
| 21 | James M. Slade       | Repubblicano             | 1856–1858 | Ryland Fletcher                                                                      |
| 22 | Burnham Martin       | Repubblicano             | 1858–1860 | Hiland Hall                                                                          |
| 23 | Levi Underwood       | Repubblicano             | 1860–1862 | Hiland Hall Erastus Fairbanks                                                        |
| 24 | Paul Dillingham      | Repubblicano             | 1862–1865 | Frederick Holbrook J. Gregory Smith                                                  |
| 25 | Abraham B. Gardner   | Repubblicano             | 1865–1867 | Paul Dillingham                                                                      |
| 26 | Stephen Thomas       | Repubblicano             | 1867–1869 | John B. Page                                                                         |
| 27 | George W. Hendee     | Repubblicano             | 1869–1870 | Peter T. Washburn                                                                    |
| 28 | George N. Dale       | Repubblicano             | 1870–1872 | George W. Hendee John W. Stewart                                                     |
| 29 | Russell S. Taft      | Repubblicano             | 1872–1874 | Julius Converse                                                                      |
| 30 | Lyman G. Hinckley    | Repubblicano             | 1874–1876 | Asahel Peck                                                                          |
| 31 | Redfield Proctor     | Repubblicano             | 1876–1878 | Horace Fairbanks                                                                     |
| 32 | Eben Pomeroy Colton  | Repubblicano             | 1878–1880 | Redfield Proctor                                                                     |
| 33 | John L. Barstow      | Repubblicano             | 1880–1882 | Roswell Farnham                                                                      |
| 34 | Samuel E. Pingree    | Repubblicano             | 1882–1884 | John L. Barstow                                                                      |
| 35 | Ebenezer J. Ormsbee  | Repubblicano             | 1884–1886 | Samuel E. Pingree                                                                    |
| 36 | Levi K. Fuller       | Repubblicano             | 1886–1888 | Ebenezer J. Ormsbee                                                                  |
| 37 | Urban A. Woodbury    | Repubblicano             | 1888–1890 | William P. Dillingham                                                                |
| 38 | Henry A. Fletcher    | Repubblicano             | 1890–1892 | Carroll S. Page                                                                      |
| 39 | F. Stewart Stranahan | Repubblicano             | 1892–1894 | Levi K. Fuller                                                                       |
| 40 | Zophar M. Mansur     | Repubblicano             | 1894–1896 | Urban A. Woodbury                                                                    |
| 41 | Nelson W. Fisk       | Repubblicano             | 1896–1898 | Josiah Grout                                                                         |
| 42 | Henry C. Bates       | Repubblicano             | 1898–1900 | Edward C. Smith                                                                      |
| 43 | Martin F. Allen      | Repubblicano             | 1900–1902 | William W. Stickney                                                                  |
| 44 | Zed S. Stanton       | Repubblicano             | 1902–1904 | John G. McCullough                                                                   |
| 45 | Charles H. Stearns   | Repubblicano             | 1904–1906 | Charles J. Bell                                                                      |
| 46 | George H. Prouty     | Repubblicano             | 1906–1908 | Fletcher D. Proctor                                                                  |
| 47 | John A. Mead         | Repubblicano             | 1908–1910 | George H. Prouty                                                                     |
| 48 | Leighton P. Slack    | Repubblicano             | 1910–1912 | John A. Mead                                                                         |
| 49 | Frank E. Howe        | Repubblicano             | 1912–1915 | Allen M. Fletcher                                                                    |
| 50 | Hale K. Darling      | Repubblicano             | 1915–1917 | Charles W. Gates                                                                     |
| 51 | Roger W. Hulburd     | Repubblicano             | 1917–1919 | Horace F. Graham                                                                     |
| 52 | Mason S. Stone       | Repubblicano             | 1919–1921 | Percival W. Clement                                                                  |
| 53 | Abram W. Foote       | Repubblicano             | 1921–1923 | James Hartness                                                                       |
| 54 | Franklin S. Billings | Repubblicano             | 1923–1925 | Redfield Proctor Jr.                                                                 |
| 55 | Walter K. Farnsworth | Repubblicano             | 1925–1927 | Franklin S. Billings                                                                 |
| 56 | Hollister Jackson    | Repubblicano             | 1927–1927 | John E. Weeks                                                                        |
| 57 | Stanley C. Wilson    | Repubblicano             | 1929–1931 | John E. Weeks                                                                        |
| 58 | Benjamin Williams    | Repubblicano             | 1931–1933 | Stanley C. Wilson                                                                    |
| 59 | Charles M. Smith     | Repubblicano             | 1933–1935 | Stanley C. Wilson                                                                    |
| 60 | George D. Aiken      | Repubblicano             | 1935–1937 | Charles Manley Smith                                                                 |
| 61 | William H. Wills     | Repubblicano             | 1937–1941 | George D. Aiken                                                                      |
| 62 | Mortimer R. Proctor  | Repubblicano             | 1941–1945 | William H. Wills                                                                     |
| 63 | Lee E. Emerson       | Repubblicano             | 1945–1949 | Mortimer R. Proctor Ernest W. Gibson Jr.                                             |
| 64 | Harold J. Arthur     | Repubblicano             | 1949–1950 | Ernest W. Gibson Jr.                                                                 |
| 65 | Joseph B. Johnson    | Repubblicano             | 1951–1955 | Lee E. Emerson                                                                       |
| 66 | Consuelo N. Bailey   | Repubblicano             | 1955–1957 | Joseph B. Johnson                                                                    |
| 67 | Robert Stafford      | Repubblicano             | 1957–1959 | Joseph B. Johnson                                                                    |
| 68 | Robert S. Babcock    | Repubblicano             | 1959–1961 | Robert Stafford                                                                      |
| 69 | Ralph A. Foote       | Repubblicano             | 1961–1965 | F. Ray Keyser Jr. Philip H. Hoff                                                     |
| 70 | John J. Daley        | Democratico              | 1965–1969 | Philip H. Hoff                                                                       |
| 71 | Thomas L. Hayes      | Repubblicano             | 1969–1971 | Deane C. Davis                                                                       |
| 72 | John S. Burgess      | Repubblicano             | 1971–1975 | Deane C. Davis Thomas P. Salmon                                                      |
| 73 | Brian D. Burns       | Democratico              | 1975–1977 | Thomas P. Salmon                                                                     |
| 74 | T. Garry Buckley     | Repubblicano             | 1977–1979 | Richard A. Snelling                                                                  |
| 75 | Madeleine Kunin      | Democratico              | 1979–1983 | Richard A. Snelling                                                                  |
| 76 | Peter Plympton Smith | Repubblicano             | 1983–1987 | Richard A. Snelling Madeleine Kunin                                                  |
| 77 | Howard Dean          | Democratico              | 1987–1991 | Madeleine Kunin Richard A. Snelling                                                  |
| 78 | Barbara Snelling     | Repubblicano             | 1993–1997 | Howard Dean                                                                          |
| 79 | Doug Racine          | Democratico              | 1997–2003 | Howard Dean                                                                          |
| 80 | Brian Dubie          | Repubblicano             | 2003–2011 | Jim Douglas                                                                          |
| 81 | Phil Scott           | Repubblicano             | 2011–2017 | Peter Shumlin                                                                        |
| 82 | David Zuckerman      | Progressista–Democratico | 2017–2021 | Phil Scott                                                                           |
| 83 | Molly Gray           | Democratico              | 2021–2023 | Phil Scott                                                                           |
| 84 | David Zuckerman      | Progressista–Democratico | 2023-2025 | Phil Scott                                                                           |
| 85 | John S. Rodgers      | Repubblicano             | 2025      | Phil Scott                                                                           |

- Il corsivo denota un governatore di partito diverso dal vicegovernatore.